# E-mail
Correio eletrônico (português brasileiro) ou correio eletrónico (português europeu) (do inglês: electronic mail, abreviado e-mail) é um método ou um sistema que permite compor, enviar e receber mensagens através de um sistema computacional online de comunicação de forma assíncrona. O termo "e-mail" é aplicado tanto aos sistemas que utilizam a Internet e que são baseados nos protocolos de mensagens POP3, IMAP e SMTP, como àqueles sistemas conhecidos como intranets, que permitem a troca de mensagens dentro de uma empresa ou organização e que são, normalmente, baseados em protocolos proprietários.
O correio eletrônico é mais antigo que a web, e foi uma ferramenta importante para sua criação, mas, na história moderna, os serviços de comunicação globais iniciaram no início da ARPANET. Padrões para codificação de mensagens de e-mail foram propostas em 1973 (RFC 561). A conversão da ARPANET à internet no início de 1980 produziu o núcleo dos serviços atuais. Um e-mail enviado antigamente era semelhante a uma mensagem de texto dos dias atuais.

## Ortografia
O correio eletrônico é, frequentemente, chamado pelo seu nome em inglês, mesmo em textos em português. Existem diversas grafias, que, ocasionalmente, provocam discussões entre os adeptos de cada forma:
- email é a forma exigida nos documentos RFC (Request for Comments) e grupos de trabalho do IETF[7] e também cada vez mais por guias de estilo.[8][9][10] Esta grafia também aparece na maioria dos dicionários de língua inglesa;[11][12][13][14][15][16]
- e-mail é uma forma recomendada anteriormente por alguns guias de estilo técnicos e jornalísticos. De acordo com dados do Corpus of Contemporary American English, essa forma aparece mais frequentemente em textos editados e publicados em inglês americano;[17]
- mail era a forma usada no RFC original. O serviço é chamado de mail (correio) e uma peça específica de correspondência eletrônica é chamada mensagem;[18][19][20]
- eMail, apenas com o M maiúsculo, era comum entre os utilizadores da ARPANET e os primeiros desenvolvedores do Unix, CMS, AppleLink, eWorld, AOL, GEnie e Hotmail;[carece de fontes?]
- EMail é uma forma tradicional usada nos RFCs na seção "Author's Address" (que contém informações de contato do autor)[19][20] e é expressamente exigida "por razões históricas";[21]
- E-mail, capitalizando apenas a letra inicial E, é usada às vezes como em abreviações similares em inglês, tais como A-bomb (bomba atômica), H-bomb (bomba de hidrôgênio) e C-section (cesariana).[22]

Também há variações na forma plural do termo. Em inglês americano, email é usado como um substantivo coletivo (como o termo correspondência para itens enviados pelo sistema postal), mas, no inglês britânico, é mais comumente usado como um substantivo comum, com a forma plural emails.[carece de fontes?]

## História
A história do correio postal e a primeira menção à transmissão de mensagens têm origem na Grécia antiga, em 190 a.C., quando um general da cidade de Atenas enviou um mensageiro para comunicar aos atenienses a vitória de seu exército sobre os Persas.
É justamente daí que se origina a palavra "correio", do original "correr". Reza a história que o mensageiro de Atenas, Filípides, correu aproximadamente 42 quilômetros para levar a mensagem, e apenas balbuciou "Vitória" antes de cair morto de exaustão. Homenageou-se, posteriormente, essa distância como padrão das maratonas.
Há registros, do século XV a.C., de redes postais entre egípcios e babilônicos, transmitidas por meio de tábuas de argila. É também dos egípcios que vem o registro do primeiro sistema de correio. O historiador Xenofonte escreveu:

Considerando o trajeto que um cavalo pode normalmente percorrer em 24 horas, Ataxerxes II mandou construir ao longo das estradas vários postos a igual distância um do outro, colocando neles homens e cavalos. Em cada posto, havia uma pessoa de confiança que recebia a carta trazida pelo correio, cuidava dos cavalos e dava assistência aos mensageiros cansados ou doentes.
Já os romanos, para registrarem suas mensagens, utilizavam tábuas cobertas com cera quente (os "tabularis") ou pergaminhos e papiros. Essas informações eram trocadas continuamente entre Roma, seus exércitos e funcionários espalhados nos vastos territórios conquistados. No entanto, com a queda do Império Romano, os correios praticamente desapareceram.
Muitos povos trocavam mensagens utilizando pombos-correios, grous e andorinhas. Esses pássaros eram pintados com cores de determinado significado, de acordo com um código estabelecido, e depois soltos. Ou tinham mensagens amarradas aos seus pés e seguiam uma rota pré-ensinada.
O telégrafo, criado por Samuel Morse, que teve sua primeira transmissão em 1844, foi a primeira intervenção da eletricidade na mediação da comunicação entre pessoas.
Em 1876, Alexander Graham Bell descreve sua primeira experiência bem-sucedida com o telefone. Outra forma de transmissão de mensagem é o fax. Apesar de ter sido inventado antes do telefone, só se popularizou em 1966, quando foi lançado o aparelho de fax operado em linha telefônica.
O correio eletrônico é anterior ao surgimento da Internet. Os sistemas de e-mail foram uma ferramenta crucial para a criação da rede internacional de computadores.
O primeiro sistema de troca de mensagens entre computadores que se tem notícia foi criado em 1965, e possibilitava a comunicação entre os múltiplos usuários de um computador do tipo mainframe. Apesar da história ser um tanto obscura, acredita-se que os primeiros sistemas criados com tal funcionalidade foram o Q32 da SDC e o CTSS do MIT.
O sistema eletrônico de mensagens transformou-se rapidamente em um "e-Mail em rede", permitindo que usuários situados em diferentes computadores trocassem mensagens. Também não é muito claro qual foi o primeiro sistema que suportou o e-Mail em rede. O sistema AUTODIN, em 1966, parece ter sido o primeiro a permitir que mensagens eletrônicas fossem transferidas entre computadores diferentes, mas é possível que o sistema SAGE tivesse a mesma funcionalidade algum tempo antes.
A rede de computadores ARPANET fez uma grande contribuição para a evolução do e-Mail. Existe um relato que indica a transferência de mensagens eletrônicas entre diferentes sistemas situados nesta rede logo após a sua criação, em 1969. A data de 29 de Outubro de 1969 é a da primeira mensagem enviada para computadores situados em locais distantes. O texto dessa primeira mensagem continha apenas duas letras e um ponto - "LO.". O investigador da Universidade da Califórnia em Los Angeles (UCLA) Leonard Kleinrock queria escrever "LOGIN", mas o sistema foi abaixo a meio da transmissão. A mensagem seguiu do computador do laboratório de Kleinrock na UCLA para o de Douglas Engelbart no Stanford Research Institute, utilizando como suporte a recém-criada rede da ARPA (Advanced Research Projects Agency).
O programador Ray Tomlinson iniciou o uso do sinal @ para separar os nomes do usuário e da máquina no endereço de correio eletrônico em 1971. É considerado um dos inventores do e-mail, e foi de fato uma ferramenta crucial para criá-la, também criou outros programas parecidos com o e-mail: SNDMSG e READMAIL. A primeira mensagem enviada por Ray Tomlinson não foi preservada; era uma mensagem anunciando a disponibilidade de um e-Mail em rede. A ARPANET aumentou significativamente a popularidade do correio eletrônico.

### Em Portugal
O Departamento de Informática da Universidade do Minho enviou pela primeira vez em Portugal um e-mail em 15 de agosto de 1986.
O conteúdo do e-mail eram "pormenores técnicos sobre uma tecnologia que estava a dar os primeiros passos - a Internet". O receptor da mensagem foi a Universidade de Manchester, no Reino Unido.

## Tecnologia

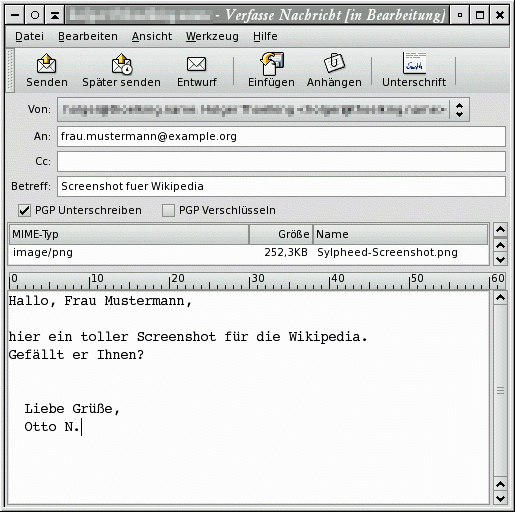
E-mail sendo composto num programa gráfico de e-mail (E-mail escrito em alemão)

### Sistema dee-mail
O envio e o recebimento de uma mensagem no formato e-mail é realizada através de um sistema de correio eletrônico, que é composto de programa de computador que possui a funcionalidade de cliente de e-mail e do servidor de e-mail, que através de um endereço de correio eletrônico (e-mail), consegue transferir uma mensagem entre usuários. Estes sistemas utilizam os protocolos de Internet que permitem o tráfego de mensagens de um remetente para um ou mais destinatários que possuem dispositivos conectados à Internet.

### Características do e-mail
O formato na Internet para mensagens de e-mail é definido na CRF 2822 e uma série de outras RFCs (RFC 2045 até a RFC 2049) que são conhecidas como MIME.
Mensagens de e-mail consistem basicamente de duas seções principais:
- cabeçalho (header) — é estruturado em campos que contém o remetente, destinatário e outras informações sobre a mensagem. O destinatário existem três opções: "Para", "Cc" (abreviatura de "Com cópia", do inglês "Carbon copy") e, "Cco" (abreviatura de "Com cópia oculta", do inglês "Blind carbon copy"); onde o e-mail de destino informado em "Cco" não será exibido ao e-mail informado em "Para".[29]
- corpo (body) — contém o texto da mensagem,[30] onde o corpo é separado do cabeçalho por uma linha em branco.

## Funcionalidades
Hoje, os grandes sítios da Internet criaram uma série de facilidades para o usuário. Note que essa variação é só uma facilidade e não um novo tipo de e-mail. Entre estas podemos citar.

### e-mailrestrito
Alguns sítios restringem alguns tipos de e-mail. Esse tipo de restrição normalmente é usado a fim de evitar a atuação de um spammer ou divulgador não autorizado de mensagens em massa. Normalmente esse tipo de mensagem eletrônica é mais usado em empresas.

### E-mailcom privacidade segura
Normalmente, é usado por autoridades e seu uso é controlado.
Por medida de segurança, alguns organismos e entidades internacionais ou mesmo ligados a Governos categorizam o e-mail como:
- Privativo ou de uso exclusivo da autoridade: esse e-mail, apesar de ter acesso a rede é tão restrito que a própria autoridade deve configurá-lo de quem recebe as mensagens;
- Semiprivativo: o mesmo que privativo, porém menos restrito.

Os norte-americanos chegam ao cúmulo de dar níveis e subníveis a esse tipo de mensagem;
Entretanto, vêm crescendo o uso da criação de chaves criptográficas pessoais (facilidade provida por aplicativos especializados), assegurando a privacidade das informações "de qualquer importância" de cada indivíduo.
Tais chaves possuem uma grande flexibilidade, escalabilidade e confiabilidade.
Algumas dicas de segurança:
- Nunca abrir ou responder e-mails desconhecidos;
- nunca abrir arquivos (ficheiros) de e-mails desconhecidos, pois podem conter vírus;
- e ter sempre um antispyware (contra os programas-espiões) e antivírus instalados no seu computador.

### E-mailcategorizado ou especial
Especial ou categorizado em níveis, que são de uso exclusivo dos provedores de Internet. Servem para testes e para verificar se funciona ou não o seu sistema antispam (contra as mensagens eletrônicas em massa).

## E-mailsgratuitos e WebMail
Com a popularização da Internet através dos provedores gratuitos (cujos usuários ganhavam também uma caixa de correio eletrônico grátis), muitos sítios começaram a oferecer endereços de e-mail gratuitos desvinculados de qualquer outro serviço. Essas mensagens de e-mail podem ser lidas com o uso do próprio navegador, sem a necessidade de um programa específico, sendo por isso também chamados webmail.

## Popularidade
O correio eletrônico tornou-se popular devido a sua grande facilidade em quebrar barreiras geográficas. Pessoas que estão em diferentes continentes podem se comunicar livremente (desde que possuam computadores ou qualquer outro dispositivo com tal funcionalidade conectados a Internet), enviando e recebendo mensagens a qualquer hora do dia e para qualquer parte do mundo.
Observa-se que o correio eletrônico deixa de ser apenas um meio de troca de mensagens entre pessoas para se tornar um grande fator na produtividade das empresas. Grandes empresas estão, cada vez mais, usando o correio eletrônico para desempenhar papéis decisivos em suas negociações. Dentro disso, uma intranet pode ser estabelecida para tornar a comunicação de funcionários com outros grupos, tornando assim mais fácil o trabalho e eliminando mensagens em massa e outras mensagens indesejadas.
A Campaign Monitor, produtora de um software de mesmo nome, tem medido a popularidade de clientes de e-mail e webmail entre as bilhões de mensagens enviadas pelo seu sistema. Esta amostra pode dar uma panorama geral dos programas ou plataformas de correio eletrônico mais utilizados atualmente. Em setembro de 2012, a medição apresentou os seguintes resultados:
| Percentual | Plataforma, cliente ou webmail |
| ---------- | ------------------------------ |
| 35,6%      | Dispositivos iOS               |
| 20,14%     | Microsoft Outlook              |
| 13,57%     | Outlook.com                    |
| 11%        | Apple Mail                     |
| 9,85%      | Yahoo! Mail                    |
| 8,43%      | Gmail                          |
| 4,74%      | Android                        |
| 2,34%      | Windows Live Desktop           |
| 1,03%      | Mozilla Thunderbird            |
| 0,79%      | AOL Mail                       |
| 0,49%      | Outros                         |
| 10,25%     | Não foi possível detectar      |

Outra tendência que se verifica é o crescimento da leitura de correio eletrônico em aparelhos móveis. A popularidade destes dispositivos também é corroborada pelo relatório citado.

## Áreas de aplicação

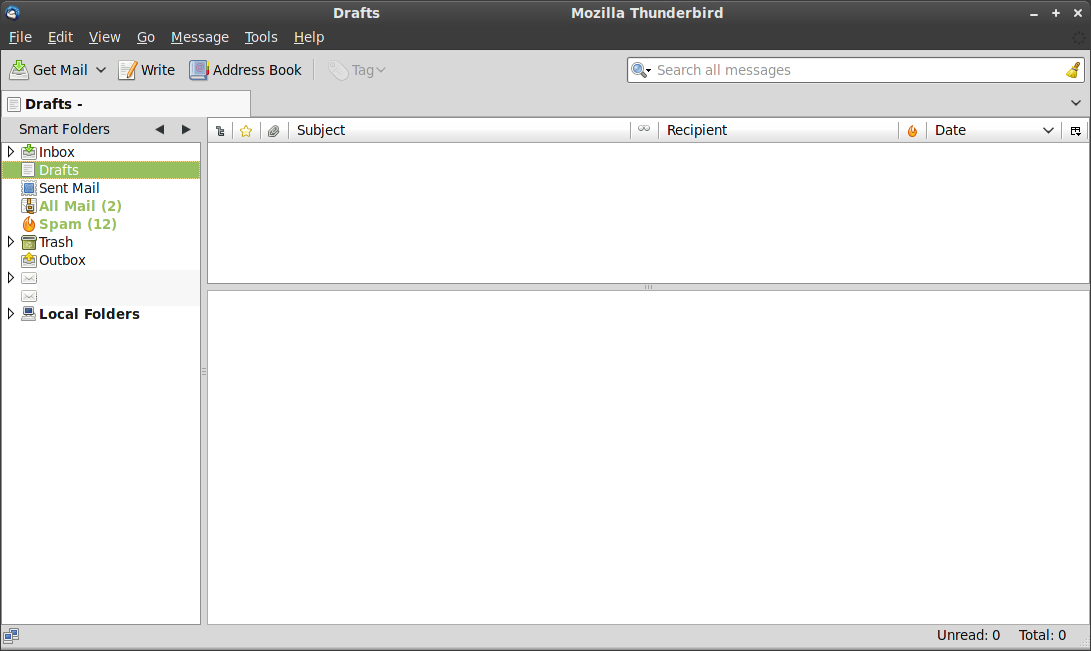
A interface de um cliente de e-mail, Thunderbird.

As aplicações de correio eletrônico normalmente oferecem ao usuário uma série de facilidades. A maior parte delas fornece um editor de textos embutido e a possibilidade do envio de arquivos anexados a correspondência. Além disso, a maioria das aplicações permite o envio de correspondências para um único destinatário ou o envio para mais de uma pessoa ou para um grupo de pessoas.
Embora não tenham sido desenvolvidos como uma ferramenta de trabalho cooperativo, os serviços de correio eletrônico adaptaram-se muito bem ao ambiente de grupos de trabalho, se tornando indispensáveis nas organizações, agilizando processos, democratizando o acesso às informações e diminuindo os custos. Esta é uma das formas mais usadas para o estabelecimento de comunicações por meio do computador.
Muitas organizações também usam o correio eletrônico como forma de troca de mensagens, mas, se quiserem usar recursos de groupware, poderão incluí-los de forma simples e com baixo custo, com uma boa segurança.

## Terminologia usada
- auto-responders (resposta automática) — O software do receptor responde automaticamente após receber a mensagem.
- bounce (devolução ou retorno) — Uma mensagem enviada de volta ao remetente, sem ser entregue a seu destino final.
- bounce rate" (taxa de devolução) — Taxa ou índice (percentual) de mensagens devolvidas ao remetente, sem atingir seu destino final, em relação a determinado total de mensagens enviadas.
- bulk mail, bulking ("baciada", "a granel") — Envio de e-mail em grandes volumes. Muitas vezes, também usado como sinônimo de spam.
- call to action (chamada para ação) — Imagem ou texto utilizado para incentivar uma ação do receptor da mensagem.
- click-through — A ação de clicar em um link.
- click-through rate (CTR) — Taxa ou índice (percentual) de cliques realizados em relação a determinado total de mensagens enviadas.
- commercial e-mail (e-mail comercial) — E-mail enviado com finalidade comercial.
- demographic — Características de um grupo alvo para recebimento de e-mails.
- double opt-in (opt-in duplo) — O receptor reitera seu desejo de recebimento de e-mails de uma determinada fonte. A primeira, inserindo seu e-mail em algum campo do site. Após isso, receberá um e-mail de confirmação, pedindo o envio de seu cadastro completo, que deverá ser fornecido antes de receber seus e-mails. Outra possibilidade é a adoção de uma chave de confirmação, permitindo verificar se o endereço existe e se o cadastrado é de fato o proprietário. Também chamado de confirmed subscription (assinatura confirmada) ou closed-loop opt-in (opt-in fechado).
- double opt-out (opt-out duplo) — O mesmo procedimento do opt-in, mas para o opt-out. Geralmente utilizado por spammers que procuram dificultar o cancelamento da assinatura de suas listas. Alguns spammers mal intencionados utilizam a manifestação de opt-out do receptor como um forma de confirmar a existência de seu endereço de e-mail.
- express consent (consentimento expresso) — O receptor concorda ativamente em receber e-mails selecionando uma opção em um formulário na web ou qualquer outra forma. Se, por exemplo, essa opção já estiver selecionada e o receptor não desativar a seleção, esse consentimento não é expresso.
- false positives (falso positivo) — E-mails identificados como spam pelo filtro do receptor quando de fato não o são.
- format (formato) — E-mails podem ser enviados em texto, HTML ou Rich Text Format.
- hard bounce — Devolução de uma mensagem por um motivo definitivo; em geral, porque o endereço de e-mail não existe.
- list broker (revendedor de listas) — Revendedor de listas de endereços de e-mails.
- list building (construção de listas) — Processo de geração de listas de endereços de e-mails usados por campanhas de e-mails.
- list host (hospedeiro de listas) — Serviço que proporciona ferramentas para armazenar grandes listas de e-mail, bem como o disparo de grande quantidade de e-mails.
- list manager (administrador de listas) — Dono, operador, ou software responsável por administrar listas de endereços de e-mails.
- look and feel — Sensação causada pela aparência, layout, design, funcionalidade e qualquer outra coisa não diretamente relacionada ao conteúdo do e-mail.
- open rate (taxa de abertura) — Índice criado a partir da quantidade de e-mails abertos em relação aos e-mails enviados. Uma fórmula popularmente usada é: e-mails entregues (enviados - retornados) / aberturas únicas.
- opt-in — A ação de concordar em receber e-mails de uma determinada fonte cadastrando-se em uma lista de e-mail.
- opt-out — A ação de descadastramento de uma determinada lista de e-mails.
- personalization (personalização) — O uso de tecnologia combinado com as informações disponíveis dos clientes permite customizar a relação entre o remetente e o receptor.
- rental list (lista alugada) — Lista de e-mails que é alugada por tempo ou ação determinada.
- segmentation (segmentação) — Utilização de informações previamente coletadas para direcionar a mensagem a segmentos específicos da lista.
- soft bounce — Devolução de uma mensagem por um motivo não definitivo, dentre os quais: a caixa-postal do destinatário está cheia, o endereço de destino está inativo ou o servidor de destino está fora do ar temporariamente.
- spam or UCE (Unsolicited Commercial E-mail) — Mensagem enviada sem o consentimento do destinatário. Também chamado "lixo eletrônico".
- spam filter  — Software utilizado para filtrar e-mails, evitando ou anunciando a presença de spam.
- subject line (assunto) — Campo destinado a dizer qual a finalidade da correspondência.
- tracking (acompanhamento ou rastreamento) — Monitoramento de métricas relativas a uma campanha de e-mail marketing, tais como: CTR, taxa de abertura, retornos etc.
- trigger based messaging (mensagens de disparo programado) — Envio de mensagem condicionado a um outro evento ou a uma outra mensagem. Geralmente utilizado para o fornecimento de informação adicional.
- unique click (clique único) — Durante um determinado período, um receptor pode vir a clicar diversas vezes em um mesmo link. Ainda assim,será considerado como clique único.

## Problemas
A desvantagem está na falta de conhecimento da grande maioria dos internautas e, ainda, os spammers ou geradores de spam, grandes remetentes de vírus. Como podemos ver em seguida:
- Spam - mensagens de e-mail não desejadas e enviadas em massa para múltiplas pessoas por um spammer, agente difundidor dessas mensagens, que, normalmente, possui propagandas indesejadas, códigos maliciosos e vírus diversos.[32][33] Nos Estados Unidos, o Congresso aprovou uma lei, o Can Spam Act de 2003, na tentativa de regular o e-mail.[34]
- Vírus - As mensagens de e-mail são um excelente veículo de propagação de vírus, sobretudo através dos ficheiros (arquivos) anexos. Por isso recomenda-se nunca baixar um ficheiro (arquivo) tipo .exe (executáveis) ou outros suspeitos;

É aconselhável nunca abrir e-mail desconhecido, exceto se for de um site confiável, não sem antes observar os procedimentos de segurança.